# Arisemus confertus
Arisemus confertus és una espècie d'insecte dípter pertanyent a la família dels psicòdids que es troba a Amèrica: les illes Bahames i Puerto Rico.